# Slovački jezik
Slovački jezik (sl. slovenský jazyk ili slovenčina; ISO 639-3: slk) službeni je jezik Slovačke Republike, koji ima oko 5.019.950 govornika, poglavito u Slovačkoj (4.610.000; popis 2001.); 193.000 u Češkoj (popis 2001.); 11.800 u Mađarskoj (popis 2001.); 80.000 u Srbiji (Vojvodina; W. Brown, 1996.).
Slovački se, kao skupina dijalekata, izdvojio iz kasnoga praslavenskoga još u 10. stoljeće. 
Prije 10. stoljeća panonski Slaveni sjeverno od Drave su govorili jezikom južnoslavenskih karakteristika.
I u razdobljima nakon doseljavanja ugarskih plemena, područja sjeverno od Blatnog jezera imala su južnoslavenski makrodijalekt koji je pokazivao osobine razvitka južnoslavenskih jezika. Prema jugu je bio bliži Južnim Slavenima, prema zapadu, sjeveru i istoku su se te bliskosti gubile. U svezi s time su osobine današnjeg srednjoslovačkog narječja. Današnje srednjoslovačko narječje slovačkoga jezika je u osnovi južnoslavensko, odnosno ima bitne južnoslavenske osobine. Kad se prekinula slavenska sveza u Panonskoj nizini, na području današnje Mađarske, ti su se govori odvojili od ostatka Južnih Slavena te od onda pod utjecajem većinskog okružja Zapadnih Slavena primaju zapadnoslavenske osobine.
Kao standardni jezik slovački je jezik uspostavljen tek polovicom 19. stoljeća. Od 15. do 17. stoljeća služio je kao kulturni jezik u Slovačkoj češki s mnogim slovačkim osobinama. Prvi pokušaji uvođenja slovačkoga književnog jezika zabilježeni su u 18. stoljeću. Na istoku Slovačke pokušali su to kalvinisti, a na zapadu Anton Bernolák. Međutim, tek je Ľudovítu Štúru u četrdesetim godinama 19. stoljeća uspjelo uspostaviti književni jezik utemeljen na srednjoslovačkim dijalektima.
Izgradnji standardne norme bitno je pridonijela slovačka gramatika "Mluvnica jazyka slovenského" Martina Hattale iz 1864. godine, a zasluge za daljnji razvoj standardnog jezika ima "Rukoväť spisovnej reči slovenskej" S. Czambela iz 1902. Prvi je pravopis "Pravidlá slovenského pravopisu" tiskan 1931. Za vrijeme slovačke države, između 1939. i 1945., mnogi su bohemizmi, koji su bili brojni kao i germanizmi i hungarizmi, zamijenjeni domaćim riječima. Slovačko je pismo latinica obogaćena nekolicinom dijakritičkih znakova i dvoslova koji označuju jedan glas.
Današnja slovačka narječja su u trima skupinama:
- zapadnoslovačka narječja (západoslovenské nárečia) – blisko češkom jeziku (za što koristi co, kao i u susjednom češkom)
- srednjoslovačka narječja (stredoslovenské nárečia) – bliska južnoslavenskim jezicima, posebice južna narječja (na kojem je temeljen standard, za što koristi čo)
- istočnoslovačka narječja (východoslovenské nárečia) blisko poljskom jeziku i ukrajinskom jeziku (za što koristi co, kao i u susjednom poljskom, a u jednom dijalektu i so)

Abeceda slovačkog jezika sadrži ova slova:
a á ä b c č d ď dz dž e é f g h ch i í j k l ĺ ľ m n ň o ó ô p q r ŕ s š t ť u ú v w x y ý z ž
U slovačkoj fonetici razlikujemo:
- samoglasnici: a á ä e é i í o ó y ý u ú
- dvoglasnici: ia, ie, iu, ô
- suglasnici: b c č d ď dz dž f g h ch j k l ĺ ľ m n ň p q r ŕ s š t ť v w x z ž

U slovačkim se tekstovima javljaju i druga slova, no to je uglavnom kod riječiju inozemna podrijetla: q, w, x, češka slova ě, ř, ů te njemačka slova ö i ü, posebice kod osobnih imena i prezimena.

## Vanjske poveznice
- Ethnologue (14th)
- Ethnologue (15th)
- sk.wikipedia.org – Wikipedija na slovačkom jeziku
- sk.wiktionary.org – Wječnik (Wiki rječnik) na slovačkom jeziku
- Zemljovid slovačkih narječja (na španjolskom)
- Arhivirana inačica izvorne stranice od 4. listopada 2013. (Wayback Machine) regulacija dijalekata i narječja (s osvrtom na sotski)
- – prikaz teksta na slovačkim narječjima, vidljivo co
- – prikaz teksta na istočnoslovačkom narječju, vidljivo co